# El Prado, Tamaulipas
El Prado är en ort i Mexiko.   Den ligger i kommunen Llera och delstaten Tamaulipas, i den centrala delen av landet, 400 km norr om huvudstaden Mexico City. El Prado ligger 212 meter över havet och antalet invånare är 285.
Terrängen runt El Prado är kuperad åt nordväst, men åt sydost är den platt. Runt El Prado är det mycket glesbefolkat, med 7 invånare per kvadratkilometer. Närmaste större samhälle är Llera de Canales, 15,4 km väster om El Prado. Omgivningarna runt El Prado är en mosaik av jordbruksmark och naturlig växtlighet.